# Andenes
Andenes est une localité du comté de Nordland, en Norvège, située au nord de l'île d'Andøya.

## Description
Administrativement, Andenes fait partie de la kommune d'Andøy.
Le village d'Andenes est le village le plus au nord de l'île d'Andøya (et du comté de Nordland). À l'est se trouve l'île de Senja (dans Troms), et à l'ouest l'horizon sans fin de l'océan Atlantique Nord. Le phare d'Andenes se trouve le long du port et peut être vu sur de longues distances. 

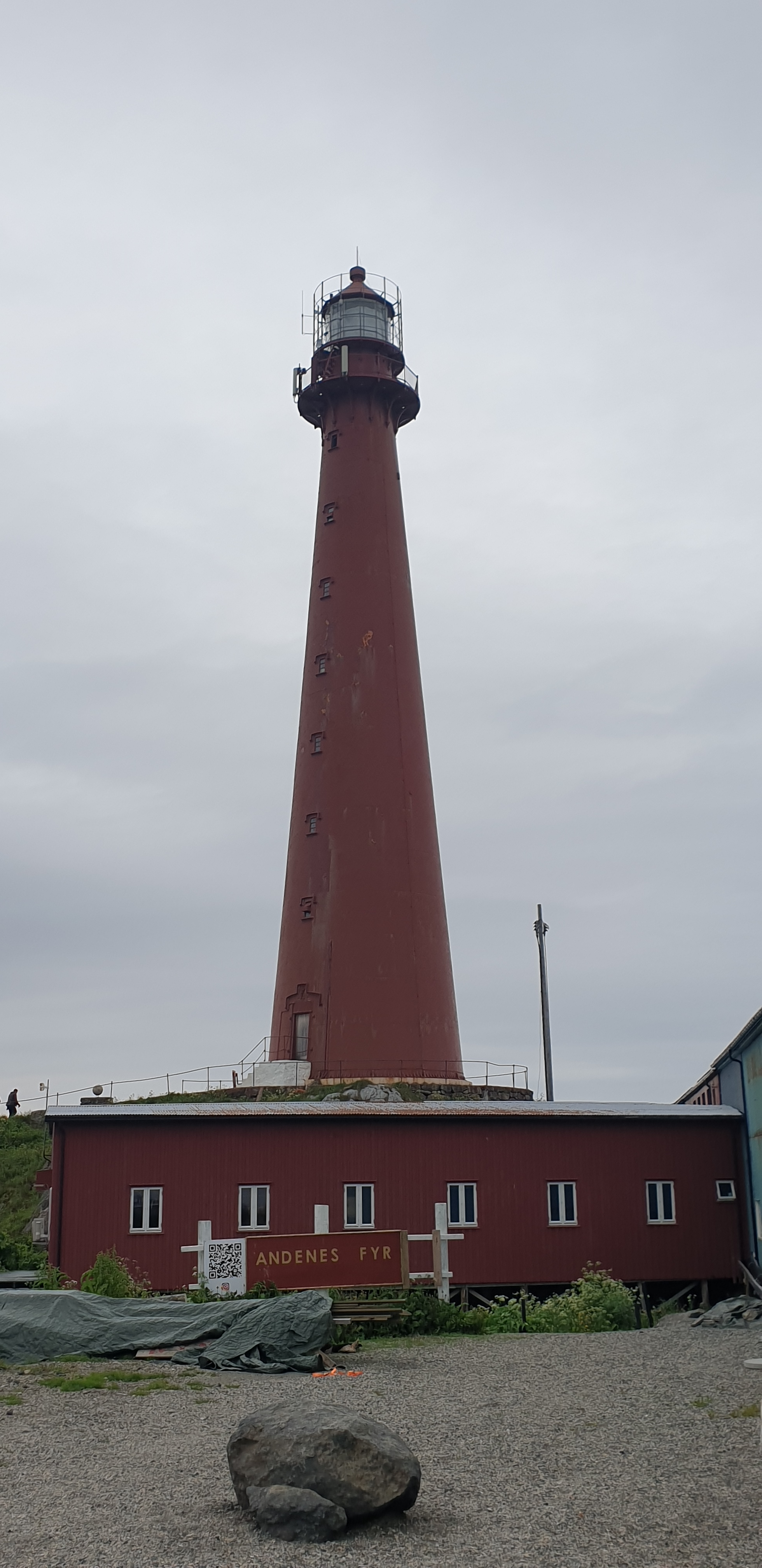
Andenes le phare

L'aéroport d'Andøya, Andenes est situé juste au sud du village, à côté de la route de comté norvégienne 82.

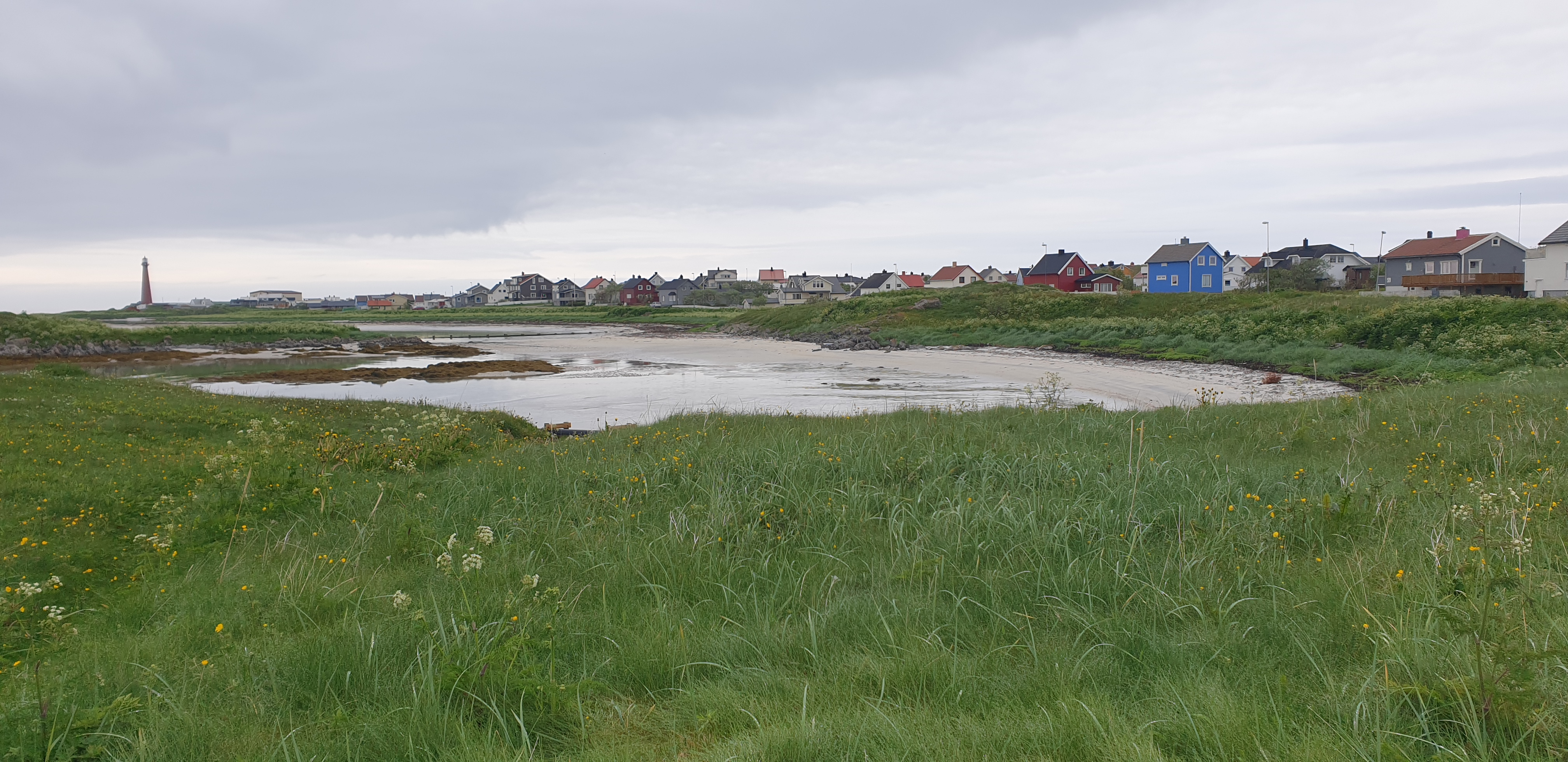
Andenes vue d'ensemble

## Personnalité
- Nanna With (1874-1965), journaliste et écrivaine, y est née.